# 秃金锦香
秃金锦香（学名：Osbeckia rostrata）是野牡丹科金锦香属的植物。分布于印度、尼泊尔、锡金以及中国大陆的西藏、云南等地，生长于海拔900米至1,600米的地区，常生于山坡及疏林中湿润的地方，目前尚未由人工引种栽培。